# Sicya
Sicya là một chi bướm đêm thuộc họ Geometridae.